# Auf dem Ried bei Iba
Auf dem Ried bei Iba ist ein Feuchtgebiet in der Talaue eines kleinen Baches im nordosthessischen Landkreis Hersfeld-Rotenburg. Es besteht aus Ried- und Streuwiesen, die infolge der hydrologischen Verhältnisse nicht mehr landwirtschaftlich bearbeitet werden. Die feuchten und nassen Wiesen sind nach der Nutzungsaufgabe zum Lebensraum zahlreicher gefährdeter Tier- und Pflanzenarten geworden. Um ihre Habitate dauerhaft zu sichern und durch Pflegemaßnahmen zu verbessern, wurde der Bereich Ende des Jahres 1985 zum Naturschutzgebiet erklärt. Das „Ried“ ist eines der wenigen Bachschutzgebiete der Region, in dem großflächig Quellwasser dem Bachlauf zufließt.

## Lage
Das Schutzgebiet liegt im Talgrund des Ibabaches, südwestlich des Bebraer Stadtteils Iba im Landkreis Hersfeld-Rotenburg. Nach Westen begrenzt die Landesstraße 3250 den geschützten Bereich. In der naturräumlichen Gliederung Deutschlands des Instituts für Landeskunde Bad Godesberg wird das Ried dem Ibaer Hügelland (357.30) zugeordnet, das nach Süden und Osten in den Solztrottenwald (357.21) übergeht. Sie sind Teileinheiten des Fulda-Werra-Berglands (357) in der Haupteinheitengruppe des Osthessischen Berglands.

## Das Schutzgebiet

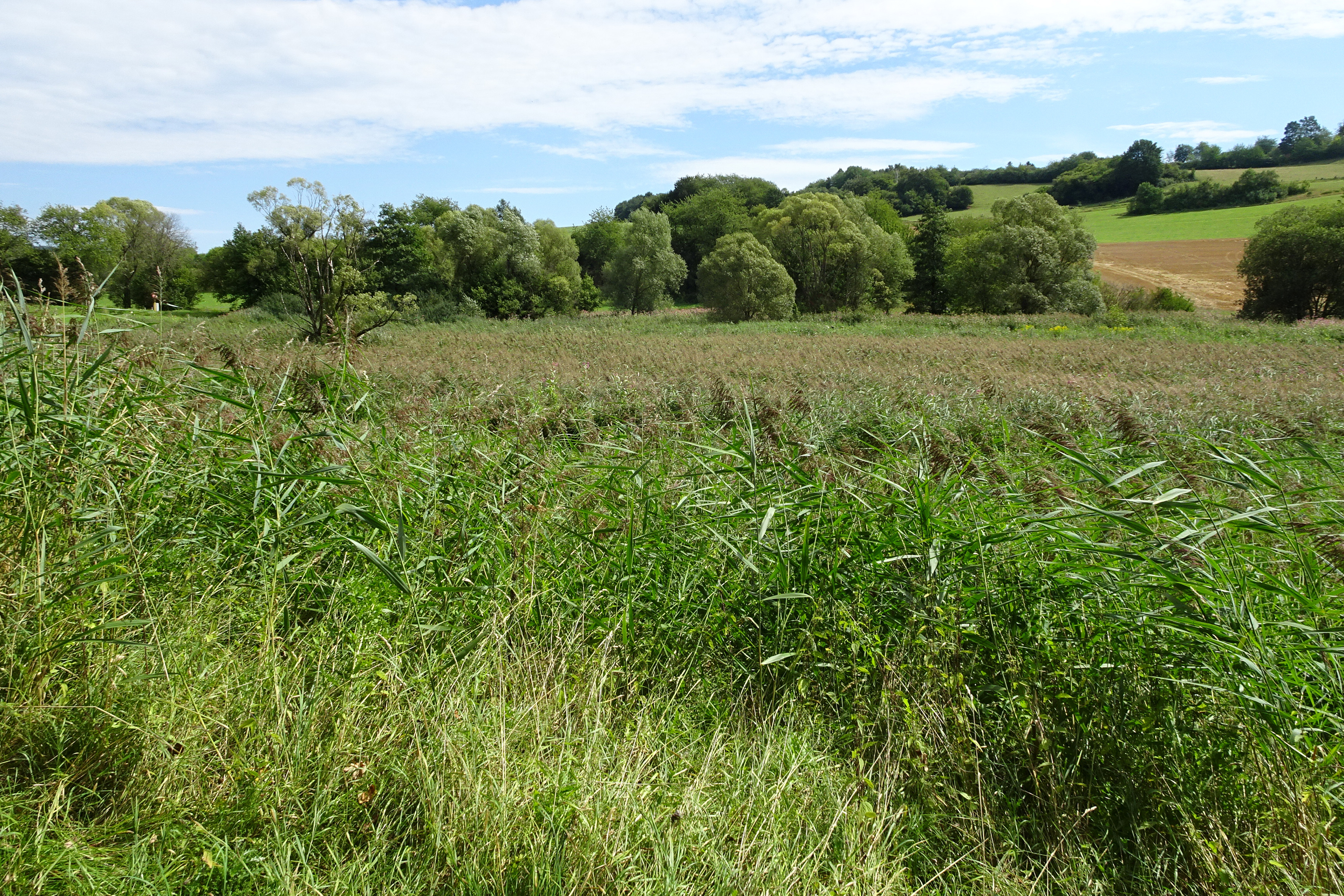
Die Schilffläche im Norden des Naturschutzgebiets.

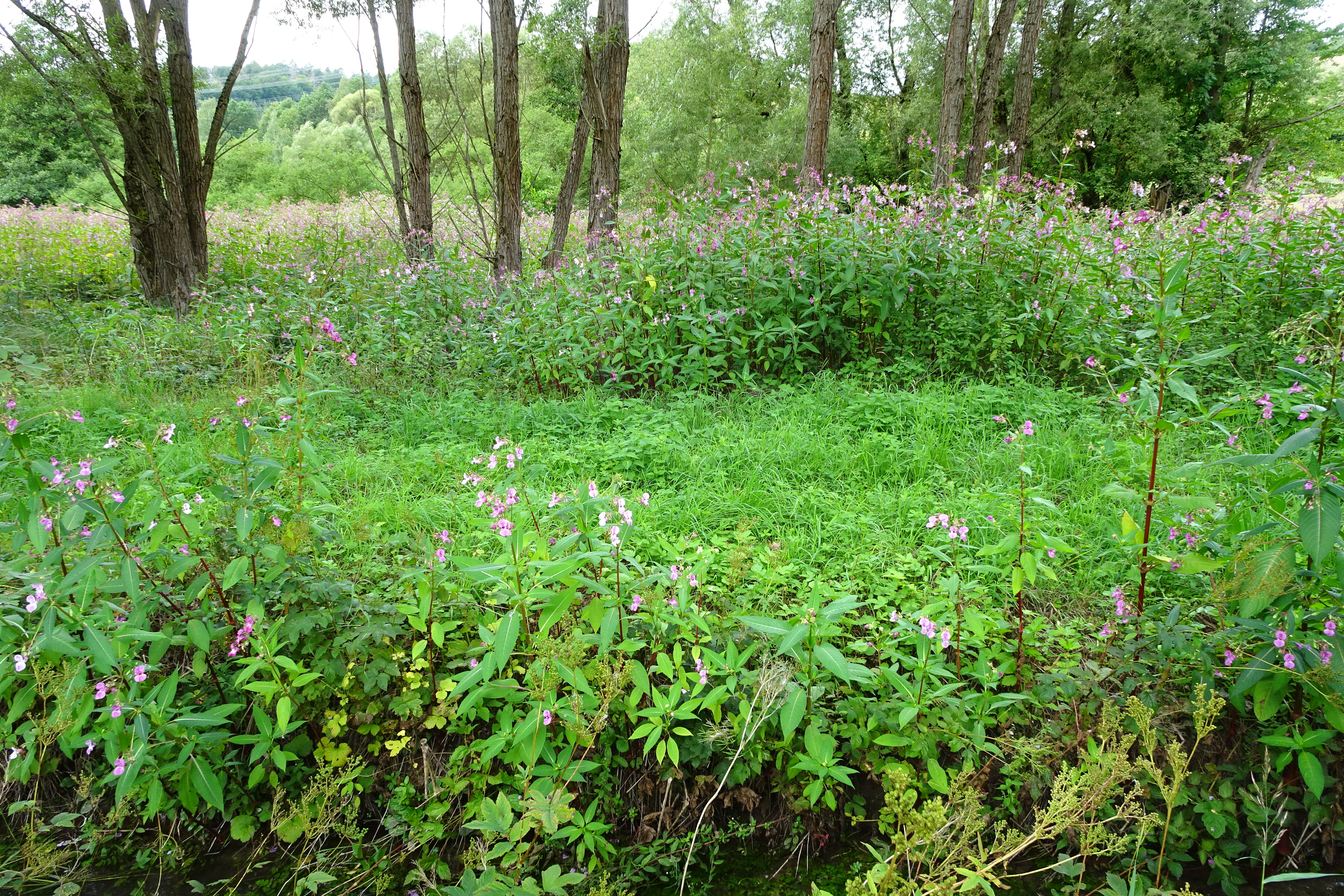
Motiv am östlichen Mühlgraben.

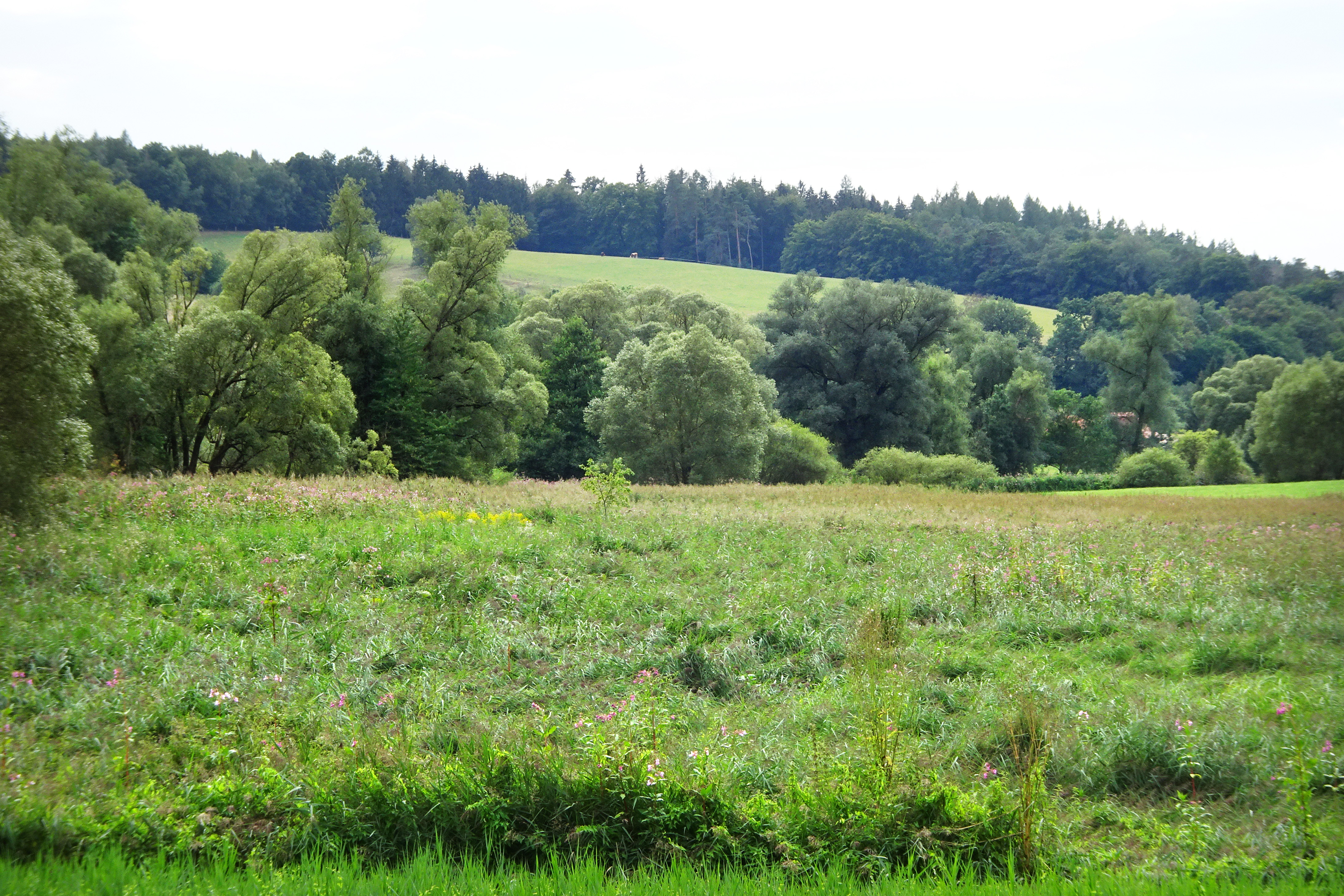
Das Schutzgebiet aus nördlicher Richtung gesehen. In der Bildmitte rechts, die von Bäumen verdeckte Ibaer Grundmühle.

Die Flurbezeichnung „Auf dem Ried“ lässt vermuten, dass der Auenbereich auch schon früher sehr nass gewesen war. Namensgeschichtlich wird der Begriff von der Grundbedeutung „einer sumpfigen, feuchten Gegend, auf der das Riedgras wächst“ abgeleitet. Quellaustritte, der Bach und die Mühlgräben verursachten den hohen Grundwasserstand. In dieser Zeit dienten die Gräser nur als Einstreu für die Ställe, bis mit dem Anlegen von Gräben und Drainagen in den 1930er Jahren der Bereich entwässert wurde und die Wiesen intensiver genutzt werden konnten.
Seit dem Jahr 1967, mit der Verlegung einer Ferngasleitung durch das Gebiet, waren die Entwässerungseinrichtungen nicht mehr richtig funktionstüchtig und einige Flächen vernässten wieder. In dieser Zeit gaben auch viele landwirtschaftliche Betriebe auf, unrentable Grundstücke wurden nicht mehr bewirtschaftet und fielen brach. Auf ihnen breiteten sich wieder Riedgräser und Röhrichte aus. In Zusammenarbeit von ehren- und hauptamtlichem Naturschutz wurden seit Mitte der 1980er Jahre solche Brachflächen gepachtet und auf diesen kleine Tümpel und Weiher angelegt. Begleitend erfolgte ein Rückbau der vorhandenen Drainagen und Abzugsgräben, der sich positiv auf die Ansiedlung seltener Tier- und Pflanzenarten auswirkte. Inzwischen hat das Land Hessen fast alle Grünflächen erworben und Vertragslandwirte kümmern sich um die extensive Pflege der Feuchtwiesen. Um das Jahr 2000 bestanden, nach den Informationen von der Schautafel am nordöstlichen Rand, rund 90 Prozent der Schutzgebietsfläche aus Grünlandgesellschaften. Den Rest nehmen Ibabach, Gräben, kleine Wasserflächen und Gehölze ein.
Die Mähwiesen im Süden werden zu dem weit verbreiteten Typ der Glatthaferwiesen gezählt. In ihren nassen und quelligen Bereichen sind auf kleinen Flächen Feuchtwiesen mit Kohlkratzdistel und Sumpfdotterblumen eingestreut. Dazwischen befindet sich Flutrasen mit dem namensgebenden Knick-Fuchsschwanzgras. Weitere Pflanzengesellschaften sind eine Pestwurzflur in Bachnähe und ein Rohrkolbenröhricht an der Einmündung des Quellrinnsals in den Ibabach. Entlang des Baches und am Mühlgraben haben sich Schwarzerlen und Bruch-Weiden angesiedelt. Große Bereiche im Norden und zwischen Bach und Mühlgraben sowie mehrere Kleingewässer sind von Schilf bewachsen, das sich seit der Unterschutzstellung weiter auf die ehemals gemähten Nasswiesen ausgebreitet hat.
Bislang gelang in dem Naturschutzgebiet der Nachweis von mehr als 60 Vogelarten, darunter waren rund 20, die nach den „Roten Listen“ als gefährdet gelten. Regelmäßig brüten in den Röhrichten um die kleinen Gewässer Teichhuhn, Wasserralle, Teichrohrsänger und Rohrammer. Die ehemaligen Brutvögel Bekassine und Braunkehlchen sind mit der Ausbreitung der Röhrichte verschwunden. Als bemerkenswerte Wintergäste und Durchzügler konnten Krickente, Zwergschnepfe, Bartmeise und seltener auch Wiesen- und Wasserpieper beobachtet werden.

## Unterschutzstellung
Mit Verordnung vom 26. November 1985 der Bezirksdirektion für Forsten und Naturschutz beim Regierungspräsidium in Kassel wurde das Feuchtgebiet südwestlich von Iba unter dem Namen „Auf dem Ried bei Iba“ zum Naturschutzgebiet erklärt. Zweck der Unterschutzstellung war es, „das Feuchtgebiet mit seinen seltenen Ried- und Streuwiesen als Lebensraum zahlreicher bestandgefährdeter Tier- und Pflanzenarten dauerhaft zu sichern und durch Gestaltungs- und Pflegemaßnahmen weiter zu verbessern“. Abgesehen von den Verboten zu düngen, Pflanzenbehandlungsmittel anzuwenden und vor dem 15. Juni zu mähen, blieb die extensive Nutzung des Grünlandes, über die Musterverordnung hinaus, im bisherigen Umfang und in der bisherigen Art gestattet. Das Schutzgebiet besitzt eine Größe von 4,74 Hektar, hat die nationale Kennung 1632011 und den WDPA-Code 162274.
Das Schilfröhricht an der Iba wird zu den Teilen von Natur und Landschaft gezählt, „die eine besondere Bedeutung als Biotope haben“. Als einer der regionaltypischen Lebensräume, die das „Landschaftsbild prägen“ und die als bedeutsam „im Wirkungsgefüge eines Biotopverbundes“ gelten, wird es nach dem Bundesnaturschutzgesetz und dem Hessischen Ausführungsgesetz gesetzlich geschützt.

## Touristische Erschließung
Der geschützte Bereich ist von landwirtschaftlichen Wegen, die an der westlichen und östlichen Grenze entlangführen, einzusehen. Eine Schautafel am nordöstlichen Rand informiert über die Besonderheiten des Gebiets.